# Andrej Babiš
Andrej Babiš (ur. 2 września 1954 w Bratysławie) – czeski przedsiębiorca i polityk narodowości słowackiej. Twórca i właściciel koncernu Agrofert, założyciel partii ANO 2011, w latach 2014–2017 pierwszy wicepremier i minister finansów, w latach 2017–2021 premier Czech.

## Życiorys

### Pochodzenie i wykształcenie
Andrej Babiš jest Słowakiem. Ukończył studia w Wyższej Szkole Ekonomicznej w Bratysławie. W 1997 przeprowadził się na stałe do Czech, osiedlając się w Pradze i przyjmując czeskie obywatelstwo. Nie zrezygnował przy tym z obywatelstwa słowackiego.

### Działalność zawodowa
Pracował w przedsiębiorstwie Petrimex, kontrolowanej przez władze komunistyczne centrali handlu zagranicznego. W drugiej połowie lat 80. był przedstawicielem tej firmy w Maroku. W okresie komunistycznym był tajnym współpracownikiem (ps. „Bureš”) czechosłowackiej służby bezpieczeństwa StB. W latach 80. należał do Komunistycznej Partii Czechosłowacji.
Powrócił do kraju, w 1994 po przejęciu części przedsiębiorstwa założył prywatny koncern Agrofert, specjalizujący się branży żywnościowej, rolnej i handlowej. Skupując i przejmując kolejne firmy, doprowadził do powstania holdingu obejmującego ponad 250 podmiotów gospodarczych, utrzymując nad nim kontrolę. „Forbes” w 2013 umieścił go na 736. miejscu listy najbogatszych ludzi na świecie (na 2. miejscu w Czechach), szacując jego majątek na 2 miliardy dolarów.

### Działalność polityczna do 2017
W 2012 zarejestrował partię polityczną o nazwie ANO 2011, głoszącą hasła walki z korupcją i uzdrowienia systemu politycznego, deklarując udział w wyborach parlamentarnych. Rozwój działalności partii zbiegł się z nabyciem przez Agrofert grupy mediowej MAFRA, wydającej m.in. jeden z największych czeskich dzienników „Mladá fronta Dnes”. Przejął tym samym kontrolę nad największą w kraju grupą medialną, w skład której weszły także „Lidové noviny”. Wielokrotnie zarzucano mu wykorzystywanie mediów w działalności politycznej. W wyborach w 2013 kierowane przez niego ugrupowanie zajęło drugie miejsce, wprowadzając do Izby Poselskiej 47 swoich przedstawicieli. Andrej Babiš uzyskał jeden z mandatów poselskich przypadających jego ugrupowaniu.
29 stycznia 2014 został pierwszym wicepremierem oraz ministrem finansów w koalicyjnym rządzie Bohuslava Sobotki. W 2016 czeski parlament przyjął ustawę o konflikcie interesów, zgodnie z którą członkowie rządu nie mogą być właścicielami mediów, a należące do nich przedsiębiorstwa wszelkich branż nie mogą ubiegać się o dotacje państwowe czy zamówienia publiczne. Ustawa została poparta przez wszystkie ugrupowania z wyjątkiem ANO, jej wejście w życie przewidziano na 2017.
W 2017 doszło do dalszych sporów między koalicjantami na tle zarzutów o konflikt interesów Andreja Babiša. Ostatecznie 24 maja 2017 lider ANO 2011 odszedł z rządu. W październiku 2017 przedstawiono mu zarzuty defraudacji subsydiów unijnych. Jego partia zwyciężyła w wyborach parlamentarnych w tym samym miesiącu, otrzymując 29,6% głosów i 78 mandatów. Andrej Babiš po raz drugi został wówczas wybrany do Izby Poselskiej.

### Premier Czech (2017–2021)
Po nieudanych negocjacjach koalicyjnych zapowiedział utworzenie rządu mniejszościowego. 6 grudnia 2017 odebrał nominację na urząd premiera. 13 grudnia prezydent Miloš Zeman dokonał zaprzysiężenia członków rządu, tym samym jego gabinet rozpoczął funkcjonowanie. 16 stycznia 2018 Izba Poselska odmówiła udzielenia rządowi wotum zaufania.
Formalnie dymisja Andreja Babiša z funkcji premiera została przyjęta przez prezydenta 24 stycznia, w tym samym dniu został on powtórnie desygnowany na premiera. 6 czerwca Miloš Zeman ponownie mianował go premierem. Po kilkumiesięcznych negocjacjach partia premiera zawiązała koalicję z Czeską Partią Socjaldemokratyczną, a poparcie dla niej w parlamencie zadeklarowała Komunistyczna Partia Czech i Moraw. 27 czerwca 2018 prezydent dokonał zaprzysiężenia członków drugiego rządu Andreja Babiša. W międzyczasie, w lutym 2018, polityk ostatecznie przegrał proces przeciwko słowackim historykom z Instytutu Pamięci Narodu, których pozwał kilka lat wcześniej o pomówienie dotyczące jego współpracy z StB.
W kwietniu 2019 przedstawiciele czeskiej policji wskazali na zasadność przeprowadzenia przeciwko premierowi postępowania o defraudację. 23 czerwca 2019 w Pradze odbyła się masowa manifestacja przeciwko premierowi, w której według organizatorów wzięło udział 250 tysięcy osób. We wrześniu 2019 postępowanie karne dotyczące zarzucanej politykowi defraudacji zostało umorzone.
W wyborach w 2021 jego partia zajęła drugie miejsce za centroprawicową koalicją SPOLU, zdobywając przy tym jeden mandat poselski więcej. Andrej Babiš został wówczas wybrany na kolejną kadencję niższej izby parlamentu. 17 grudnia 2021 na stanowisku premiera został zastąpiony przez Petra Fialę.

### Działalność polityczna od 2021
30 października 2022 oficjalnie ogłosił swój start w wyborach prezydenckich rozpisanych na styczeń 2023. W pierwszej turze głosowania z 13 i 14 stycznia 2023 zajął 2. miejsce wśród 8 kandydatów z wynikiem 35,0% głosów. Przeszedł do drugiej tury, w której jego kontrkandydatem został generał Petr Pavel. W drugiej turze z 27 i 28 stycznia 2023 przegrał ze swoim konkurentem, otrzymując 41,7% głosów.

## Życie prywatne
Z pierwszego małżeństwa z Beatrice Adamičovą ma dwoje dzieci (Adrianę i Andreja). W 2017 zawarł drugi związek małżeński ze swoją długoletnią partnerką Moniką Herodesovą, z którą również ma dwoje dzieci (Vivien i Frederika).